# Međumolekulska sila
Međumolekulske sile su sile privlačenja i odbijanja koje deluju između susednih čestica: atoma, molekula ili jona. One su slabe u poređenju sa intramolekulskim silama koje drže atome molekula. Na primer, kovalentna veza prisutna u  molekulima je mnogo jača nego sile prisutne između susednih molekula, koje se javljaju kad su molekuli dovoljno blizu jedan drugog. Oba seta sila su esencijalni delovi polja sila, koje se često koristi u molekulskoj mehanici.
Istraživanje intermolekularnih sila počinje od makroskopskih opažanja koja ukazuju na postojanje i delovanje sila na molekularnom nivou. Ove opservacije obuhvataju termodinamičko ponašanje neidealinh gasova izraženo pomoću virijalnih koeficijenata, napona pare, viskoznosti, površinskog napona, i podataka o apsorpciji.
Prva referenca o prirodi mikroskopskih sila se može naći u radu Aleksisa Klera sa naslovom Teorija Zemljine figure. Neki iz dugog niza naučnika koji su doprineli istraživanju makroskopskih sila su: Laplas, Gaus, Maksvel i Bolcman.
Privlačne međumolekulske sile se grupišu u sledeće tipove:
- Vodonično vezivanje
- Jonsko vezivanje
- Dipol–indukovani dipol sile
- Jon–dipol sile
- Dipolom indukovane dipolne sile, ili Debajeve sile

Informacije o intermolekularnim silama dobijaju se makroskopskim merenjima svojstava poput viskoznosti i podataka o pritisku, zapremini, temperaturi (PVT). Veza sa makroskopskim aspektima je data putem virijalnih koeficijenata i Lenard-Džounsovih potencijala.

## Vodonično vezivanje
Vodonična veza je privlačenje između usamljenog para jednog elektronegativnog atoma i atoma vodonika, koji je vezan za bilo azot, kiseonik, ili fluor. Vodonična veza se obično opisuje kao jaka elektrostatička dipol–dipol interakcija. Međutim, ona isto tako ima izvesna svojstva kovalentnog vezivanja: ona je direkciona, jača je od interakcija van der Valsove sile, proizvodi interatomska rastojanja koja su kraća od sume van der Valsovih radijusa, i obično obuhvata ograničen broj interakcionih partnera, što se može interpretirati kao vid valence.
Intermolekularno vodonično vezivanje je odgovorno za visoku tačku ključanja vode (100 °C) u poređenju sa drugim hidridima 16. grupe, koji nemaju vodonične veze. Intramolekularno vezivanje vodonika i kiseonika je delom odgovorno za sekundarne, tercijarne i kvarternarne strukture proteina i nukleinskih kiselina. Ono isto tako igra važnu ulogu u strukturi polimera, sintetičkih i prirodnih.

## Jonsko vezivanje
Privlačenje između katjonskih i anjonskih mesta je nekovalentna ili intermolekularna interakcija koja se obično naziva jonsko sparivanje ili soni most. Ova interakcija je esencijalno posledica elektrostatičkih sila, mada je u vodenom medijumu asocijacija vođena entropijom i često je čak endotermna. Većina soli formira kristale sa karakterističnim rastojanjima između jona; za razliku od mnogih drugih nekovalentnih interakcija soni mostovi nisu direkcioni i pokazuju u čvrstom stanju obično kontakt koji je određen samo van der Valsovim radijusima jona. Neorganski i organski joni ispoljavaju u vodi pri umerenoj jonskoj jačini slične sone mostove sa ΔG vrednostima asocijacije od oko 5 do 6 kJ/mol za 1:1 kombinacije anjona i katjona, skoro nezavisno od njihove prirode (jonske veličine, polarizabilnosti itd).  vrednosti su aditivne i približno su linearna funkcija od naelektrisanja. ΔG vrednosti zavise od jonske jačine (I) rastvora, što je opisano Debaj-Hikelovom jednačinom.‍:217–63

## Dipol–dipol i slične interakcije

### Regularni dipol
Dipol – dipol interakcije su elektrostatičke interakcije permanentnih molekulskih dipola. Te interakcije imaju tendenciju orijentisanja molekula tako da se povećava privlačenje (smanjuje potencijalna energija). Primer dipol – dipol interakcije se može videti kod hlorovodonika (HCl). Pozitivni kraj polarnog molekula privlači negativni kraj drugog molekula i uzrokuje da molekuli poprime specifične orijentacije. Polarni molekuli se međusobno privlače. Na primer HCl i hloroform.
Često molekuli sadrže dipolarne grupe, ali nemaju sveukupni dipolni momenat. Ovo se dešava ako postoji simetrija unutar molekula koja uzrokuje da se dipoli međusobno poništavaju. Primeri takvih molekula su tetrahlorometan i ugljen-dioksid. Dipol–dipol interakcija između dva pojedinačna atoma je obično jednaka nuli, jer se atomi retko nosioci permanentnog dipola. Ove sile su dodatno diskutovane u sekciji o Kesomovoj interakciji, ispod.

### Sile jon-dipol i jon-indukovani dipol
Sile između jona i dipola, i jona i indukovanih dipola, su slične sa interakcijama među dipolima i indukovanim dipolima, ali u njima učestvuju joni, umesto samo polarnih i nepolarnih molekula. Sile jon–dipol i jon–indukovani dipol su jače od dipol–dipol interakcija, zato što je naelektrisanje bilo kog jona znatno veće od naelektrisanja dipolnog momenta. Jon–dipol vezivanje je jače od vodoničnog vezivanja.
Jon–dipol sila se sastoji od interakcije jona i polarnog molekula. Oni se poravnavaju tako da su pozitivne i negativne grupe jedna pored druge, što omogućava maksimalno privlačenje.
Jon–indukovani dipol sila se sastoji od interakcije jona i nepolarnog molekula. Poput sile između dipola i indukovanog dipola, naelektrisanje jona uzrokuje distorziju elektronskog oblaka na nepolarnom molekulu.

## Van der Valsove sile
Van der Valove sile nastaju iz interakcije između nenaelektrisanih atoma ili molekula, što dovodi ne samo do takvih fenomena kao što je kohezija kondenzovanih faza i fizička adsorpcija gasova, nego isto tako do univerzalne sile privlačenja između makroskopskih tela.

### Kesomove interakcije (između permanentnih dipola)
Prvi doprinos van der Valsovih sila je uzrokovan elektrostatičkim interakcijama između naelektrisanja (u molekulskim jonima), dipolima (za polarne molekule), kvadripolima (svim molekulima sa simetrijom nižom od kubne), i permanentnim multipolima. To se naziva Kesovom interakcijom, koja nosi naziv po Vilemu Hendriku Kesu. Ove sile potiču od privlačenja između permanentnih dipola (dipolarnih molekula) i temperaturno su zavisne.
One se sastoje od privlačnih interakcija između dipola koji su ansambli usrednjeni preko različitih rotacionih orijentacija dipola. Podrazumeva se da molekuli konstantno rotiraju i nikad ne bivaju fiksirani u mestu. Ovo je dobra pretpostavka, mada u nekom trenutku molekuli bivaju zarobljeni u mestu. Energija Kesomove interakcije zavisi od inverznog šestog stepena rastojanja, za razliku od energije interakcije dva prostorno fiksirana dipola, koja zavisi od inverznog trećeg stepena rastojanja. Kesomova interakcija se može javiti samo između molekula koji poseduju permanentne dipolne momente, i.e. dva polarna molekula. Isto tako Kesomove interakcije su veoma slabe van der Valsove interakcije koje se ne javljaju u rastvorima koji sadrže elektrolite. Ugaono usrednjena interakcija je data sledećom jednačinom:
{\displaystyle {\frac {-m_{1}^{2}m_{2}^{2}}{24\pi ^{2}\varepsilon _{0}^{2}\varepsilon _{r}^{2}k_{\text{B}}Tr^{6}}}=V,}
gde je m = dipolni momenat, {\displaystyle \varepsilon _{0}} = permitivnost slobodnog prostora, {\displaystyle \varepsilon _{r}} = dielektrična konstanta okolnog materijala, T = temperatura, {\displaystyle k_{\text{B}}} = Bolcmanova konstanta, i r = rastojanje između molekula.

### Debajeva sila indukovanog dipola
Sile indukovanog dipala se javljaju usled indukcije (takođe poznate kao polarizacija), koja je privlačna interakcija između permanentnog multipola na jednom molekulu i indukovanog multipola drugog. Ova interakcija je dobila ime po Peteru Debaju.
Primer indukcione interakcije između permanentnog dipola i indukovanog dipola su HCl i . U ovom sistemu, Ar oseća uticaj dipola, njegove elektrone privlači (na H stranu) i odbija (sa Cl strane) HCl. Ova vrsta interakcije se može očekivati između bilo kojeg polarnog molekula i nepolarnog/simetričnog molekula. Sila indukovane interakcije je daleko slabija nego dipol - dipol interakcija, međutim ona je jača od Londonove sile.

### Londonova disperziona sila
Ona je poznata kao kvantno indukovana trenutna polarizacija ili trenutna dipolom indukovana dipolna sila. Londonova disperziona sila je uzrokovana korelisanim kretanjem elektrona u interagujućim molekulima. Elektroni, koji pripadaju različitim molekulima, počinju da „osećaju“ i izbegavaju jedan drugog na kratkim međumolekulskim rastojanjima, što se često opisuje kao formiranje „trenutnih dipola“ koji se privlače.

## Relativna jačina sila
| Tip veza             | Energija disocijacije (kcal), | Energija disocijacije () | Napomena                                          |
| -------------------- | ------------------------- | ------------------------ | ------------------------------------------------- |
| Jonska rešetka       | 250–4000                  | 1100-20000               |                                                   |
| Kovalentna           | 30–260                    | 130–1100                 |                                                   |
| Vodonične veze       | 1–12                      | 4–50                     | Oko 5 (21 ) u vodi                                |
| Dipol–dipol          | 0.5–2                     | 2–8                      |                                                   |
| Van der Valsova sila | <1 to 15                  | <4 to 63                 | Pricenjeno iz entalpija isparavanja ugljovodonika |

Ovo poređenje je približno – relativne jačina sila variraju u zavisnosti od molekula. Stvarne relativne snage će varirati u zavisnosti od uključenih molekula. Na primer, prisustvo vode stvara konkurentske interakcije koje u velikoj meri slabe snagu jonskih i vodoničnih veza. Može se smatrati da će za statičke sisteme, jonsko i kovalentno vezivanje uvek biti jače od intermolekularnih sila u bilo kojoj datoj supstanci. Ali nije tako za velike pokretne sisteme kao što su molekuli enzima u interakciji sa molekulima supstrata. Ovde brojne intramolekularne (najčešće - vodonične) veze formiraju aktivno međustanje gde međumolekulske veze uzrokuju raskidanje jedne od kovalentnih veza, dok se druge formiraju, na taj način omogućavajući hiljade enzimskih reakcija, tako važnih za žive organizme.

## Uticaj na ponašanje gasova
Intermolekularne sile su odbojne na kratkim udaljenostima i privlačne na velikim udaljenostima (pogledajte Lenard-Džounsov potencijal). U gasu, sila odbijanja uglavnom ima efekat sprečavanja dva molekula da zauzmu istu zapreminu. Ovo daje realnom gasu tendenciju da zauzme veću zapreminu od idealnog gasa pri istoj temperaturi i pritisku. Privlačna sila zbližava molekule i daje realnom gasu tendenciju da zauzme manju zapreminu od idealnog gasa. Koja interakcija je važnija zavisi od temperature i pritiska (pogledajte faktor kompresibilnosti).
U gasu, rastojanja između molekula su generalno velika, tako da intermolekularne sile imaju samo mali efekat. Privlačnu silu ne savladava sila odbijanja, već toplotna energija molekula. Temperatura je mera toplotne energije, te povećanje temperature smanjuje uticaj privlačne sile. Nasuprot tome, temperatura esencijalno ne utiče na sile odbijanja.
Kada se gas komprimuje da bi se povećala njegova gustina, povećava se uticaj privlačne sile. Ako je gas dovoljno gust, privlačnosti mogu postati dovoljno velike da prevaziđu tendenciju toplotnog kretanja da izazove raspršivanje molekula. Tada se gas može kondenzovati i formirati čvrstu ili tečnu, odnosno kondenzovanu fazu. Niža temperatura pogoduje formiranju kondenzovane faze. U kondenzovanoj fazi, postoji skoro ravnoteža između privlačnih i odbojnih sila.

## Kvantnomehaničke teorije
Intermolekularne sile uočene između atoma i molekula mogu se fenomenološki opisati da deluju između stalnih i trenutnih dipola, kao što je gore navedeno. Alternativno, može se tražiti fundamentalna, objedinjujuća teorija koja je u stanju da objasni različite vrste interakcija kao što su vodonične veze, van der Valsova sila i dipol-dipol interakcije. Obično se to radi primenom ideja kvantne mehanike na molekule, a Rejli-Šredingerova teorija perturbacije je bila posebno efikasna u tom pogledu. Kada se primeni na postojeće metode kvantne hemije, takvo kvantno mehaničko objašnjenje međumolekulskih interakcija pruža niz približnih metoda koje se mogu koristiti za analizu međumolekularnih interakcija. Jedna od najkorisnijih metoda za vizuelizaciju ove vrste intermolekularnih interakcija, koja se može pronaći u kvantnoj hemiji, je indeks nekovalentne interakcije, koji se zasniva na elektronskoj gustini sistema. Londonske disperzivne sile igraju veliku ulogu u tome.
Što se tiče topologije elektronske gustine, nedavno su se pojavile metode zasnovane na metodama gradijenta elektronske gustine, posebno sa razvojem IBSI (indeks unutrašnje čvrstoće veze), oslanjajući se na IGM metodologiju (Nezavisni model gradijenta).

## Literatura
- The Collected Papers of Peter J. W. Debye. New York, New York: Interscience Publishers, Inc. 1954.
- George A. Jeffrey (1997). An Introduction to Hydrogen Bonding (Topics in Physical Chemistry). USA: Oxford University Press. ISBN 978-0-19-509549-4.(March 13).
- Sun, C. Q.; Sun, Yi (2016). The Attribute of Water: Single Notion, Multiple Myths. Springer. ISBN 978-981-10-0178-9.
- Pauling, L. (1960). The nature of the chemical bond and the structure of molecules and crystals; an introduction to modern structural chemistry (3rd изд.). Ithaca (NY): Cornell University Press. стр. 450. ISBN 978-0-8014-0333-0.
- Dillon, P. F. (2012). Biophysics: A Physiological Approach. Cambridge University Press. стр. 37. ISBN 978-1-139-50462-1.
- Hirschfelder, J. O.; Curtiss, C. F.; Bird, R. B. (1954), Molecular Theory of Gases and Liquids, New York: Wiley
- Stone, A. J. (1996), The Theory of Intermolecular Forces, Oxford: Clarendon Press
- Johnson, David Arthur (2002). Metals and Chemical Change. Open University. Royal Society of Chemistry. ISBN 978-0-85404-665-2.
- Pauling, Linus (1960). The Nature of the Chemical Bond and the Structure of Molecules and Crystals: An Introduction to Modern Structural Chemistry. Cornell University Press. ISBN 978-0-8014-0333-0. doi:10.1021/ja01355a027.

## Spoljašnje veze
Softver za izračunavanje međumolekulskih sila
- 3.2